# 石川広志
石川 広志（いしかわ ひろし、1960年（昭和35年）6月22日 - ）は、日本の打楽器奏者。千葉県柏市在住、長崎県長崎市（実家は時津町）出身。11歳から打楽器を始め、吹奏楽団、交響楽団、ビッグバンドを経て、現在スタジオミュージシャンとして活躍中。ファンや仲間内では「チョーさん」や「ミック」の愛称で親しまれている。

## 概要
ドラムを始め打楽器演奏には独自の世界を持っており、「打楽器は楽譜で叩くな!フィーリングで叩け」をモットーとしている。
吹奏楽に関しては、全日本吹奏楽コンクール地区予選10回、ブロック予選6回、全国大会5回（金賞3回）の出場経験をもっており、打楽器のソロアンサンブルコンクールでは4回の金賞を受賞し、地区やブロックの代表になる程の指導力を持っており、打楽器を駆使した効果的演奏方法も得意としている。
交響楽団では石丸寛の下、チャイコフスキーの交響曲第6番 『悲愴』をはじめ、歌劇『蝶々夫人』、交響詩『フィンランディア』、『ボレロ』など数多くの曲を手がけて来た。
ビッグバンド時代はニューオーリンズで修行をし、帰国後はダン池田の下でラテンパーカッションを習い、テレビ出演をはじめ、全国各地で多数の歌手やミュージシャンとの共演も果たした。
現在は吹奏楽に力を入れ、千葉県柏市に居を構え、関東地方の小、中、高校生や大学生を中心に「効果音的な打楽器」、「打楽器の楽しみ方」等を教えている。

## 経歴
- 1971年（昭和46年） - 小学5年の時、市の鼓笛隊に入り打楽器の楽しさを知る。
- 1973年（昭和48年） - 中学校の吹奏楽部に入部し、打楽器の種類の多さを知り徐々にのめり込んで行く。
- 1976年（昭和51年） - 推薦にて高校に入学。本格的にドラム（打楽器）を始める。
- 1976年（昭和51年）〜1979年（昭和54年） - 卒業するまでドラムや打楽器のアンサンブルコンテスト出演

　　　　　　　　　　　　金賞に輝き数多くのライブにも出演（この頃、米軍キャンプの楽団と仲良くなり、
　　　　　　　　　　　　本格的なジャズと出会う）。
- 1979年（昭和54年） - 学生時代、吹奏楽のコンクールや活動、オーケストラでの演奏にと積極的に参加。
- 1980年（昭和55年） - ドラムのバイトで出た歌謡番組での演奏をきっかけに、スカウトを受け、74倍の難関を突破して上京。

　　　　　　　　　　　　その後歌謡番組や、コンサート等に出演。
- 1982年（昭和57年） - 高校の時に知ったジャズの勉強に、ニューオーリンズに2年間の武者修行。
- 1985年（昭和60年） - 帰国後も歌謡番組や、ライブ、交響楽団等とのジョイントコンサートに出演。
- 1988年（昭和63年） - フリーになりテーマパークでの出演や演奏、映画音楽の作成（編曲）に携わる。
- 2011年（平成23年） - 指導をしている中学校が全日本1位に輝く。
- 2012年（平成24年） - 将来有望な音大生を中心にSwing Beat Team　Hiroshiを結成、地域での演奏や、

　　　　　　　　　　　　デイケアーホーム等でボランティアでの演奏活動を行っている。
- 2013年（平成25年） - 「HUB浅草店」にて薗田憲一とデキシーキングスと共演
- 2014年（平成26年） - EYS MUSIC SCHOOLにてドラムの講師経て、.

　　　　　　　　　　　　　現在、キャラクターでのドラマーとしても活躍中。
- 2024年（令和６年） - 2月2日 脳梗塞で倒れ、右側半身麻痺となる。

　　　　　　同年６月　　左手一本でドラムを叩き、執念を見せる。(右手はまだ動かず、復活の声も多い)

## 出演番組
- オールスター家族対抗歌合戦
- 夜のヒットスタジオ
- NHK紅白歌合戦

他番組多数。

## CM
- 日本コカコーラ（エキストラとして出演）

## 指導・共演参加実績

### 小学校
- 千葉県柏市立酒井根西小学校
- 千葉県柏市立酒井根東小学校
- 千葉県柏市立土小学校
- 千葉県柏市立藤心小学校
- 千葉県柏市立中原小学校
- 千葉県柏市立第八小学校
- 千葉県柏市立名戸ヶ谷小学校
- 千葉県柏市立豊小学校
- 千葉県船橋市立八木が谷北小学校

### 中学校
- 長崎県時津町立時津中学校
- 千葉県柏市立酒井根中学校
- 千葉県松戸市立和名ヶ谷中学校
- 千葉県柏市立土中学校
- 千葉県柏市立逆井中学校
- 東京都足立区立第十四中学校
- 神奈川県秦野市立渋沢中学校

### 高等学校
- 長崎県私立瓊浦高等学校
- 福岡電波高等学校（現：福岡工業大学附属城東高等学校）
- 長崎市立長崎商業高等学校
- 駒澤大学高等学校
- 二松学舎大学附属柏高等学校
- 千葉県立野田中央高等学校
- 千葉県立東葛飾高等学校
- 千葉県柏市立柏高等学校
- 千葉県立松戸六実高等学校

### 大学
- 明星大学
- 学習院大学

他、多数の小学校、中学校、高等学校、大学の学生に指導